# 早川みどり
早川みどりは心理学セミナー講師・心理カウンセラー、クリエイター。インフルエンサー。ゲシュタルト療法理論ファシリィテーター第一人者。早川メソッド創設第一人者。アンチ毒親研究第一人者。C.A.初代会長（現在相談役）。NPO法人たんぽぽの家理事（初代理事長）。毒親撲滅委員会創設。アンチ撲滅委員会創設。「オカンズ」リーダー。脚本家。監督。

## プロフィール
心理カウンセラー・ゲシュタルト療法ファシリテーター。
愛媛県西条市出身。獨協大学を卒業後、進学塾数学講師として勤務。9年中高生に数学を教え、進学のための勉強を教えている事に違和感を感じる。その後、心の仕組みに則ったカウンセリングで想像以上の結果が出る事を体感。カウンセリング（再決断療法）や心理学（交流分析）に関心を持ち、自身の心の解明に没頭。人の心にも強い関心を持つようになる。カウンセラーになる事を決意。 カウンセリング業を始めてまもなく、既存の心理学やカウンセリングに限界を感じる。 ゲシュタルト療法に関心を持ち、ゲシュタルト療法ファシリテーター百武正嗣氏（日本ゲシュタルト療法学会初代理事長）に師事。 2011年には夫と共にカウンセリングオフィス「officeHAYAKAWA」を開業。現在は、市内心療内科など4院から紹介を受けている。 人の成長に関心があり、更に人が育つための模索。ゲシュタルト療法理論を軸に、個人カウンセリングに加え、グループワーク（グループカウンセリング）を始める。 グループによって、人は育ちもするし潰されもする事を体感し、「人が育つ場・安心安全な場作り」に没頭する中、アンチや毒親について解明。 現在、個人カウンセリングを行ないながら、カウンセラー育成や集団の中でのコミュニケーションを使ったグループワーク（カウンセリング）を行ない、社会の中でのハイスペックな人材育成、ハイスペックな集団育成を行っている。 SNS、特に若者層の多いTikTokを使い、アンチや毒親、心についての解説動画配信や、育ててきた人たちと共にライブ配信している。 全国への出張グループワークも受け付けている。

早川メソッド
早川みどりがゲシュタルト療法理論を基に、人が育つ場を作るメソッドを設立。（2024.9.5）
独自の人材育成理論を実際に複数人グループに当てはめ、検証した結果、今まで誰も体験した事がない現実的安心安全な場の枠組みを作り、
この手法を「早川メソッド」と名付けられた。
早川メソッドでは、グループを土壌に
植物同様、種から育てる根幹と考える。
現在悲しいかな、家庭も学校も人を育てる環境ではありません。 育てられないまま、 社会に入り、チームや職場で 責任を果たせなくなっている。
コミュニケーションの上、対話しながら共通のミッションをおこない、言わずとも、自ずから動き、批判に耐えれるタフな人材。 それは比較的短時間で育てていく事が可能との事だ。
様々な事が実現できる仲間作り。
仕事を円滑に進められるチームメンバーの育成。
コミュニケーション能力を高めながら、グループの底上げを可能とする。
グループ・組織の端から端まで 共通認識を持たせるためのメソッドだ。
記事
2018年、早川みどりは、朝日新聞とYahooニュースに掲載され大炎上。その後のFacebookの投稿にて『炎上してもしなない事が分かった。それなのに、アンチ如きで自分の言いたい事を制限するなんて馬鹿馬鹿しい。これからは一切我慢しないで言いたい事を言ってやりたい事をやっていこうと思った。』と振り返っており、現在も『当時かなりのアンチが集ったにも関わらず、精神的に何のダメージもなかった。カウンセラーとしてメンタルの健康を保つ為自身もカウンセリングを受けてきたが、改めてその効果性と自分の変化に自信がついた。』と語っている。それからSNSで自分の本音を書き始めたそうだ。アンチされても、自分のメンタルは大丈夫なのか散々検証し、大炎上したFacebookでのアンチが沈静化すると、次はTikTokへとフィールドを移し、本音を書き続けた。そして、相互自立支援グループ「C.A.」、「アンチ弱体化推進委員会（現在、アンチ撲滅委員会）」を立ち上げ、同じ志を持った仲間達と共にアンチと闘い、アンチの生態正体、アンチを牛耳っている毒母タイプを解明。 今年、最新の人を育てる理論とアンチの正体等が解明された『早川メソッド』が完成。 全国出張グループワークを開始。 全国進出を始めた。

## 資格
- メンタルトレーナー（傾聴的インナーメッセージワーク）
- メンタルバランスマネジメント（再決断療法）

＜専門教育＞ 
敬愛カウンセラー学院にて、
カウンセラー養成講座修了 
メンタルトレーナー養成講座修了 
セラピスト（心の病気など）養成講座修了
チューター（講師）養成講座修了 
PMS対策講座（女性疾患対応）修了 
ゲシュタルト療法トレーニングコース修了

## その他
- 2005年、不妊治療・子宮外妊娠体験記を出版

「いつか伝える日がきたら･･･」出版（新風舎） 
- 2007年、セントマザー産婦人科医院(北九州市)HPにて不妊治療体験手記を連載

「いつか伝える日がきたら」｢雲の向こうに･･･｣
- 死産流産を含む死別体験者支援

- 特定非営利活動法人「たんぽぽの家｣　理事（初代/前理事長）

- 相互自立支援グループ「C.A.」根幹

## 拠点
- カウンセリングオフィス「officeHAYAKAWA」

福岡県北九州市小倉北区下富野5-17-5